# Règlement relatif aux produits biocides
 (mars 2025).
 (novembre 2016).
Si vous disposez d'ouvrages ou d'articles de référence ou si vous connaissez des sites web de qualité traitant du thème abordé ici, merci de compléter l'article en donnant les références utiles à sa vérifiabilité et en les liant à la section « Notes et références ».
 (novembre 2016).
Lire en ligne

« Règlement (UE) n° 528/2012 du 22/05/12 concernant la mise à disposition sur le marché et l’utilisation des produits biocides »

Le règlement relatif aux produits biocides (no 528/2012), ou RPB, est un règlement européen sur les produits biocides entré en vigueur le 1er septembre 2013 et remplaçant la directive européenne no 98/8/CE (DPB). Il concerne tous les produits mis sur le marché qui contiennent des substances biocides. Ces substances forment une large famille qui regroupe les pesticides (ou produits phytosanitaires ou phytopharmaceutiques) et les antimicrobiens à usage médical, vétérinaire, domestique ou industriel, les désinfectants de l’eau, de l’air, des sols, des piscines, des surfaces de travail, des toilettes, etc.
Comme tout règlement de l'Union européenne, le règlement sur les produits biocides a pour but d’avoir une procédure et des exigences harmonisées dans tous les pays membres. Par ailleurs, il met en place un ensemble de mesures qui concernent :
- l’approbation des substances actives (SA) biocides ;
- les produits biocides (PB) et leurs modalités de mise sur le marché (Autorisation de mise sur le marché notamment) ;
- Certains points spécifiques tels que par exemple l’étiquetage et la publicité des produits biocides, les articles traités aux biocides, et les substances actives générées.

## Le Règlement européen sur les produits biocides

### Introduction et définitions
Le nouveau règlement européen sur les produits biocides (RPB) n° 528/2012 est entré en vigueur le 1er septembre 2013, remplaçant la Directive européenne n° 98/8/CE (DPB).
Comme tout règlement, le règlement sur les produits biocides a pour but d’avoir une procédure et des exigences harmonisées dans tous les pays membres de l’Union européenne. Par ailleurs, il met en place de nouvelles dispositions :
- Incitation au partage des données (inspiré de la réglementation REACH) ;
- Possibilité d'autorisation des produits biocides (PB) au niveau de l’Union européenne ;
- Possibilité de reconnaissance mutuelle en séquence / en parallèle des autorisations obtenues au niveau national ;
- Prise en compte des articles traités et des substances générées in-situ ;
- Critères de substitution et d’exclusion pour les PB contenant des substances préoccupantes ;
- Nouvelle classification des types de produits (TP).

Tous les pays membres de l’Espace économique européen sont concernés par le règlement sur les produits biocides (28 pays de l’Union européenne et la Norvège, l’Islande, le Liechtenstein). D’autres pays opèrent un rapprochement avec cette réglementation, tels que la Turquie ou la Suisse.

### Champ d’application: les biocides
Tout produit revendiqué comme biocide tombe de fait dans le champ de cette réglementation.
Un produit biocide est défini comme « toute substance ou tout mélange, sous la forme dans laquelle il est livré à l’utilisateur, constitué d’une ou plusieurs substances actives, en contenant ou en générant, qui est destiné à détruire, repousser ou rendre inoffensifs les organismes nuisibles, à en prévenir l’action ou à les combattre de toute autre manière par une action autre qu’une simple action physique ou mécanique. »
Le RPB organise les produits biocides en 22 Type de produits (TP), classés dans 4 groupes principaux :
- Groupe 1 - Désinfectants
- Groupe 2 - Produits de protection
- Groupe 3 - Produits antiparasitaires
- Groupe 4 - Autres produit biocides

## L’approbation des substances actives biocide

### Définition
Une substance active (SA) biocide est « une substance ou un microorganisme qui exerce une action sur ou contre les organismes nuisibles ». Chaque produit biocide en contient une voire plusieurs.
L'approbation d’une substance active (SA) biocide se fait au niveau européen, pour chaque type de produit (TP) correspondant.

### Procédure d’obtention d’une approbation
La procédure afin d’obtenir une approbation est la suivante :
1. Le demandeur choisit un État membre évaluateur (eMS) et en obtient une confirmation écrite si l'évaluation est acceptée. Il constitue un dossier conforme aux exigences de l’annexe II du RPB.
2. L’État membre évaluateur soumet son évaluation à l’Agence européenne des produits chimiques (AEPC) sous 365 jours. À noter qu'il est possible de commenter l’évaluation de l’eMS avant sa soumission à l’AEPC pendant 30 jours.
3. L’AEPC rend son avis sous 270 jours à la Commission européenne. À noter que ce délai peut être allongé si informations complémentaires sont nécessaires.
4. La Commission publie :

- le règlement d’exécution (si la substance active est approuvée),
- ou la décision d’exécution (si la substance active n’est pas approuvée).

#### Si la substance est approuvée
Dans le cas où la substance est approuvée, sa date d'approbation est alors communiquée.
La dangerosité de chaque substance active sera évaluée par les autorités lors du processus visant à l’approbation, particulièrement au regard de critères de substitution et d’exclusion définis par la RPB.

#### Si la substance n’est pas approuvée
Dans le cas où la substance n’est pas approuvée, la date de publication de la décision d’exécution portant sur la non approbation d’un couple substance active/type de produit (SA/TP) fixent alors les délais de retrait du marché dans l’Union européenne (180 jours), et les délais de fin d’utilisation (365 jours).

##### Les critères d’exclusion de la substance active
Les critères d’exclusion sont définis par l’article 5 du règlement sur les produits biocides et sont les suivants : 
- CMR 1A ou 1B (Cancérogène, Mutagène ou Reprotoxique) d’après le règlement CLP no 1272/2008
- PBT (Persistante, Bioaccumulable et Toxique) d’après l’annexe XIV du règlement no 1907/2006
- vPvB (très Persistante et très Bioaccumulable) d’après annexe XIII du règlement 1907/2006
- Perturbateurs endocriniens

À noter que les substances présentant les critères d’exclusion ci-dessus peuvent être approuvées si le risque qu’elles présentent est négligeable, si elles sont indispensables pour prévenir ou combattre un risque grave pour la santé humaine ou l’environnement, ou que leur non-approbation présente des conséquences négatives disproportionnées pour la société.

##### Les critères de substitution de la substance active
Des critères de substitution sont définis à l’article 10 : la substance active est dite « candidate à substitution » si au moins un des critères suivants est rempli :
- répond au moins à un des critères d’exclusion de l’article 5.1 mais peut être approuvée au titre de l’article 5.2 (voir ci-dessus) ;
- est un sensibilisant respiratoire (d’après le règlement CLP 1272/2008)
- la dose journalière admissible, dose de référence aiguë ou le niveau acceptable d’exposition de l’opérateur de la substance est nettement inférieur à celui de la majorité des SA approuvées pour le même TP et scénario d’utilisation ;
- est une substance PBT (d’après l'annexe XIII Règlement 1907/2006) ;
- la substance crée des situations d’utilisation qui restent préoccupantes même avec des mesures de gestion des risques très restrictives ;
- une présence significative d’isomères non actifs ou d’impuretés est constatée.

##### Variation des durées d’approbation
Les durées d’approbation des substances actives varient alors en fonction de leur dangerosité :
|                                                               | Durée de l’approbation | Durée du renouvellement |
| ------------------------------------------------------------- | ---------------------- | ----------------------- |
| Substance active                                              | Max 10 ans             | Max 15 ans              |
| Substance active répondant aux critères d’exclusion (Art. 5)  | Max 5 ans              | -                       |
| Substance active dont la substitution est envisagée (Art. 10) | Max 7 ans              | Max 7 ans               |

### Le «nouveau» programme d’examen

#### Définitions et objectifs
Appelé Programme d'examen des substances actives biocides, le règlement (EU) no 1062/2014 est en place depuis le 10 octobre 2014. Il fait suite au Règlement (EC) no 1451/2007, régissant le programme d'examen initialement mis en place sous la Directive.
Le programme d’examen inclut les substances actives existantes contenues dans les produits biocides qui étaient sur le marché avant le 14 mai 2000. Le nouveau programme a pour but de :
- prolonger le programme d’examen jusqu'à 2024 ;
- réviser les procédures en accord avec le règlement 528/2012 ;
- mettre en place une procédure permettant d'inclure des substances actives existantes supplémentaires au programme d’examen.

#### Les changements apportés par le programme
Les participants à l'évaluation d'une combinaison SA/TP déjà incluse ont la possibilité de rejoindre ou de remplacer un participant existant. Si ce dernier est d’accord et s'il dispose des droits pour se référer aux données utilisées, il faudra faire une notification conjointe à soumettre à l’AEPC avec une lettre d’accès aux données. Il existe également la possibilité de retirer un participant « dans les temps », par choix (en informant l'AEPC ou l’État membre évaluateur) ou si des manquements à la procédure (délais non respectés, frais non payés etc) sont constatés.
En ce qui concerne les nouvelles combinaisons SA/TP, dans le cas où un produit biocide est mis sur le marché alors que la combinaison SA/TP n'est pas approuvée, ou pas dans l’annexe I du RPB, ou pas dans le programme d’examen.
L’inclusion est possible si le produit biocide placé sur le marché était initialement considéré comme étant hors du champ d’application de la DPB, la substance active n’est pas incluse dans le programme d’examen pour un «nouveau» type de produit, créé à la suite de la modification du champ d’application des types de produit lors du passage de la DPB au RPB, ou la substance bénéficiait d’une dérogation pour les denrées alimentaires et les aliments pour animaux (aliments utilisés comme attractifs ou répulsifs sous « l’ancien » programme d’examen). Une notification doit alors être soumise afin de vérifier si la dérogation s’applique toujours.

### Demande de partage de données (SA)
Avant de réaliser les tests requis pour tout dossier d’approbation de substance active biocide, un nouveau demandeur doit, s’il envisage de réaliser des études sur vertébrés, demander à l’AEPC les coordonnées d’éventuels détenteurs des données existantes sur une substance active biocide (article 62). La demande est toujours possible s’il envisage des études  n’impliquant pas de vertébrés.
À partir du nom de la substance active uniquement, l’AEPC détermine alors si des tests ont été effectués sous la DPB ou le RPB. Si de tels tests ont déjà été soumis, l’AEPC communique au déclarant le nom et le contact de la personne ayant soumis les données. Si la personne qui a soumis les données n’en est pas propriétaire, elle doit mettre en contact le déclarant avec le propriétaire.
Le but d’une telle demande est d'inciter les acteurs à partager les coûts des dossiers relatifs aux substances actives évaluées dans le cadre du Programme d'examen, et de limiter l'expérimentation animale (principe des 3R).
En cas d'échec d'une demande de partage de données, l’AEPC peut intervenir pour régler les différends et parvenir à l’obtention d’un accord (article 63(3)).

#### Les fournisseurs approuvés
À partir du 1er septembre 2015, un produit biocide ne peut être mis sur le marché européen si le fabricant de la substance active (voire son représentant européen), ou si l’importateur du PB lui-même, n’est pas inclus dans la liste officielle des fournisseurs approuvés (article 95 du RPB).
Pour les fournisseurs hors Europe, il est nécessaire d’avoir un représentant européen qui apparaîtra également dans cette liste. La procédure de la liste officielle des fournisseurs approuvés a pour but d’assurer un partage équitable des coûts liés aux données concernant les substances actives, tout en évitant de dupliquer les mêmes tests sur les animaux vertébrés et d'éliminer à partir du 1er septembre 2015 tous les « free-riders » commercialisant un PB durant la période transitoire sans avoir participé aux coûts d'évaluation du dossier sur la/les substance(s) active(s) qu'il contient.
L’Agence elle-même régule ces tests et impose la vérification de l'existence de tests similaires avant d’en entamer de nouveaux dans le cadre du programme d'examen (réglementation 1062/2014).
La liste des fournisseurs approuvés est disponible sur le site de l'AEPC, et est régulièrement mise à jour .

#### Les documents préalables
Des inclusions automatiques dans la liste des fournisseurs approuvés sont prévues pour les participants au programme d'examen des substances actives existantes. Sinon, il est nécessaire de déposer via le portail R4PB les documents suivants :
- Soit un dossier complet conformément à l’annexe II de la RPB (demande d’approbation pour une nouvelle substance active)[2].
- Soit une référence à un dossier déjà soumis et pour lequel la période de protection des données a été dépassée (10 ans pour une SA existante ou 15 ans pour une nouvelle SA).
- Soit une lettre d’accès (LoA) à un dossier SA complet déjà soumis.

Cette dernière option est la plus courante, elle concerne notamment toute entreprise souhaitant se mettre dès à présent en conformité avec les exigences de l'article 95.

#### Les étapes à suivre
Les étapes à suivre pour l'inclusion dans la liste des fournisseurs approuvés sont décrites dans les suivantes.
La première étape est de communiquer dans la chaîne d’approvisionnement, afin d’identifier si l’un des fournisseurs du demandeur est approuvé et inclus dans la liste.
Le temps que le dossier d'inclusion soit évalué, le demandeur apparaît dans la liste provisoire de l’AEPC dédiée.
Les acteurs qui ne sont pas concernés par cette mesure sont les suivants : 
- Les fournisseurs ou importateurs de substances actives listées à l’annexe I du RPB[10] (éligibles à une autorisation simplifiée) à l'exception de la catégorie 6, dans les Types de produit 1 à 5 et 7, ou de produits biocides ne contenant que ces substances. Les substances dans l’annexe I sont considérées comme non dangereuses, telles que l’huile de lavande ou le citronellol ;
- importateurs ou fournisseurs de SA dans des produits biocides concernés par le RPB mais qui ne l’étaient pas sous la DPB.

#### Les conséquences de cette mesure
La mise en place de cette mesure a eu un impact fort sur le marché des biocides, car les coûts associés sont parfois difficiles à supporter pour les entreprises de taille modeste. Des redevances des autorités sont associées à ce type de démarche.
Tout produit biocide mis sur le marché doit satisfaire d'autres exigences issues de réglementations transverses telles que la Réglementation REACH et le Règlement CLP.

## Les produits biocides
Les diverses échéances concernant l’autorisation de produits biocides sont déterminées par l’approbation des combinaisons SA/TP correspondantes.

### Période transitoire / période pérenne
Les produits biocides (PB) contenant des substances actives (SA) en cours d’évaluation dans le cadre du programme d’examen 1062/2014 sont dits sous « régime transitoire ». Leur mise sur le marché est régie par les « mesures nationales antérieures » de la directive 98/8 (remplacée par le Règlement Biocides n° 528/2012).
Si le couple SA/TP est approuvé, et une fois la date d’approbation passée, la période transitoire s’achève pour laisser place à la période dite « pérenne », durant laquelle les autorisations doivent répondre aux exigences du RPB. Une nouvelle autorisation est alors nécessaire, sous peine de devoir retirer le produit du marché une fois la date d'approbation passée.
Si le couple SA/TP n’est pas approuvé au niveau européen, le produit biocide ne peut plus être mis sur le marché après la date indiquée dans la décision de non inclusion.

#### Autorisation transitoire (période transitoire)
Les procédures de mise sur le marché, les coûts ou encore les délais d’évaluation en période transitoire sont spécifiques à chaque pays et souvent variables en fonction des types de produits.
La mise sur le marché en période transitoire peut être automatique après une simple notification au pays concerné. Elle peut également dépendre de la délivrance d'une autorisation, pour lequel un risque de refus à la suite de l’évaluation par les autorités n’est pas exclu, et pour laquelle les coûts et délais peuvent être plus importants.
L’autorisation de mise sur le marché transitoire autorise un PB à être placé sur le marché jusqu’à l’approbation du couple SA/TP. Passé ce délai, une autorisation de mise sur le marché pérenne sera nécessaire sans quoi le produit biocide devra être retiré du marché.
Afin d’obtenir une autorisation de mise sur le marché pérenne, une nouvelle autorisation répondant aux exigences du règlement est requise afin de pouvoir continuer de commercialiser votre produit. Le dossier d’autorisation est alors régi par les exigences du règlement 528\2012, les exigences sont harmonisées pour l'ensemble des États membres et au niveau européen.
Un point important est qu'un produit ayant été autorisé ou notifié en période transitoire devra faire l'objet d'une nouvelle demande d'autorisation en période pérenne pour continuer à être commercialisé une fois la date d’approbation passée.

#### Autorisation pérenne (période pérenne)
La soumission des demandes pérennes est à déposer au plus tard à la date d’approbation de la SA afin d'éviter toute interruption de la mise sur le marché.  Si le produit biocide contient plusieurs SA, l’autorisation devra être déposée au plus tard à la date d’approbation de la dernière SA pour le TP considéré.  Si le produit biocide contient plusieurs TP, l'autorisation devra être déposée au plus tard  à la date d’approbation de la SA pour le dernier TP. Une autorisation est donnée pour une durée maximale de 10 ans. Des redevances des autorités sont associées à ce type de démarche.
Elle peut être obtenue pour un produit unique, voire pour une famille de produits. Cette notion de famille est définie par le RPB comme « un groupe de produits biocides ayant des utilisations similaires, dont les substances actives répondent aux mêmes spécifications et dont la  composition varie de manière spécifiée, sans que ces variations n’aient d’incidence négative sur le niveau de risque associé à ces produits ou ne réduisent significativement leur efficacité. »
Pour la mise sur le marché de produits supplémentaire répondant aux critères d'inclusion dans une famille de produits déjà autorisée : il est nécessaire de notifier le produit aux autorités 30 jours avant de le mettre sur le marché.
Il est à noter que des notifications complémentaires spécifiques à chaque pays peuvent être requises pour la commercialisation de tout produit biocide, telles que la déclaration aux centres antipoison. D'une façon générale, celles-ci s'appliquent aussi en période transitoire qu’en période pérenne.

### Autorisation de l’Union

#### But de la demande d’autorisation sur le marché de l’Union
La demande d’autorisation de mise sur le marché de l’Union européenne a pour but de mettre les produits sur le marché européen. Cette procédure est applicable aux produits biocides contenant des nouvelles SA ou des SA existantes selon les échéances suivantes en fonction des types de produits. Ceci n'est toutefois pas applicable aux produits biocides qui contiennent des SA relevant de l’article 5 (critères d’exclusion) et des produits biocides des types de produits 14, 15, 17, 20 et 21.
L’autorisation de l’Union européenne est un élément nouveau du RBP, en comparaison avec la directive. Elle permet de rendre un produit biocide, ou une famille de produits, disponibles sur tout ou partie du territoire de l’Union européenne (si spécifié).
Elle ne peut être obtenue que pour des produits biocides utilisés dans les mêmes conditions dans chacun des États membres (cf art. 42).
La liste des produits biocides autorisés à l’échelle de l’Union sera publiée sur le site de l’AEPC.
Le délai pour l’obtention d’une autorisation de mise sur le marché de l’Union est théoriquement de 1,5 an, mais en pratique peut prendre plus de 2,5 ans. L’avantage de cette demande est qu’elle est valable sur tous les territoires européens, aussi aucune autorisation nationale spécifique n’est requise.

#### Procédure
Pour obtenir une autorisation de mise sur le marché de l’Union européenne, les étapes sont les suivantes :
1. Le déclarant contacte l’AEPC avant de faire une pre-soumission,
2. L’AEPC envoie la liste des documents demandés au déclarant,
3. Documents complétés + une première version du résumé des caractéristiques du produit (RCP ou SPC) à soumettre par le déclarant à l’AEPC,
4. L’AEPC lance une consultation des états membres et de la Commission européenne,
5. L’AEPC informe le déclarant du rendu de ces discussions.

À noter que le déclarant peut demander un premier avis en soumettant une première version du résumé des caractéristiques du produit (RPB). Cette démarche est appelée  « phase de pré-soumission ». Le but est de confirmer que :
- le produit / la famille de produits tombe(nt) bien dans le champ du RPB,
- le produit / la famille de produits est / sont utilisé-e-s de manière similaire dans toute l’Union européenne,
- le TP approprié a bien été identifié.

Ainsi, dès que possible et jusqu’à 6 mois avant la date de soumission de la demande d’autorisation de mise sur le marché de l’Union européenne prévue, cette pré-évaluation peut être effectuée. 
En pratique, cette procédure est coûteuse par rapport à l’autorisation nationale, et sera donc préférée par des entreprisses importantes, et/ou pour des produits destinés à être commercialisées dans une dizaine de pays au moins.

### Autorisation nationale
Le principe et le dossier sont les mêmes que pour une autorisation de mise sur le marché de l’Union européenne, mais l’autorisation n’en sera délivrée que dans le pays visé. Toutefois, cela peut être un choix pertinent lorsqu’une autorisation de mise sur le marché de l’Union européenne ne peut être demandée. De plus les redevances seront moins élevées que précédemment.
Une autorisation nationale pour un produit biocide est donnée pour 10 ans maximum.
Informations pratiques sur l’Autorisation nationale :
- Elle concerne un produit destiné au marché d’un seul pays.
- Un accord est nécessaire pour le Choix de l’État membre d’évaluation.
- La soumission du dossier se fait via R4BP (Registre des produits biocides).
- Délai d'évaluation : 365 jours en théorie (à chaque demande des autorités, l’horloge est arrêtée, et le délai peut par conséquent être plus long).

D’après l’article 31 du résumé des caractéristiques du produit, un dossier de renouvellement d’autorisation nationale pour un TP doit être soumis au moins 550 jours avant la date d’expiration de la première (ou précédente) autorisation nationale obtenue. Lorsqu’un renouvellement est demandé pour plusieurs TP, la demande doit être soumise au moins 550 jours avant la date d’expiration la plus précoce.

#### Demande de reconnaissance mutuelle
Si une autorisation nationale a été obtenue pour un produit unique ou une famille de produits dans un état membre, et qu’un déclarant souhaite placer sur le marché, ou utiliser, ce produit dans un autre état membre, alors il doit soumettre une demande de reconnaissance mutuelle.
Un délai de 5 mois est à prévoir afin de recevoir la reconnaissance mutuelle.
Pour renouveler une autorisation obtenue par reconnaissance mutuelle, l’autorisation nationale initiale (ou précédente) doit être premièrement renouvelée auprès de l’État membre de référence, puis les autres autorisations devront également l’être dans les états membres concernés comme décrit dans le Règlement délégué (Union européenne) no 492/2014 de la Commission n° 492/2014.
Il existe deux types de reconnaissance mutuelle.

##### Demande de reconnaissance mutuelle en séquence
Une fois l’Autorisation nationale obtenue dans un État membre (dit « de référence »), cette procédure permet la soumission d’un dossier de mise sur le marché dans tous les États membres dans lesquels le produit sera vendu (dits « concernés »).
Documents requis : une traduction de l’Autorisation nationale obtenue dans les langues officielles exigées par les États membres concernés.
Cette procédure est décrite par l’article 33 du Règlement sur les produits biocides.

##### Demande de Reconnaissance mutuelle en simultanée
Au moment de soumettre la demande d'Autorisation nationale à l'État de référence, le demandeur doit fournir la liste des États concernés. Alors que l’État membre de référence évalue la demande, les états membres concernés évaluent la demande de reconnaissance mutuelle
Documents requis : nom de l’État membre de référence et des états membres concernés, et résumé caractéristique du produit dans les langues officielles exigées par les états membres concernés.
Cette procédure est décrite par l’article 33 du Règlement sur les produits biocides.

#### Autorisation Simplifiée
L’autorisation simplifiée a pour but d’encourager l’autorisation de produits biocides ayant un profil sur la santé humaine et animale, et environnemental plus favorable. La procédure de demande d’autorisation simplifiée est similaire à la demande d’autorisation nationale, sauf que les exigences en matière d’informations à fournir sont moindres. Pour être éligible à ce type de demande, le produit doit répondre aux critères définis à l’art. 25 du résumé des caractéristiques du produit.
Quand une autorisation simplifiée est obtenue, le produit biocide peut être placé sur le marché des autres états membres sans nécessité de reconnaissance mutuelle, sous certaines conditions (notification du produit à l’état membre 30 jours avant de le placer sur le marché).
Les conditions exposées dans l’article 25 du RPB sont :
- Toutes les SA sont dans annexe I de la BPR ;
- Pas de substance préoccupante ;
- Pas de nanomatériaux ;
- Produit suffisamment efficace ;
- Pas besoin d'équipement de protection individuel (EPI) ;
- Choix de l’EM d’évaluation (accord nécessaire) ;
- Soumission via R4BP (Registre des produits biocides) ;
- Délai : 90 jours ;
- Possibilité de placer le produit dans n’importe quel EM, sans reconnaissance mutuelle, si notification 30 jours avant.

##### Autorisation  pour un «même» produit biocide
D’après le règlement (EU) n° 414/2013, pour des produits ou des familles de produits identiques, une demande d’autorisation pour un même produit biocide peut être soumise (que le produit de référence soit autorisé ou en cours d’évaluation).
Le principe est le suivant :  si le produit biocide A  est autorisé dans un État membre 1 (EM1) ou en Europe (Union européenne),  et si le produit biocide B et le produit biocide A sont deux produits identiques (à l’exception des données qui peuvent faire l’objet d’une modification administrative), alors il est possible de faire autoriser le produit biocide B dans l’État membre 1 ou l’Union européenne.
L’autorisation nationale et l’autorisation pour un même produit biocide doivent être soumises auprès de la même Autorité compétente de État membre évaluateur (MSCA).

##### Autorisations pour le commerce parallèle
Le principe est le suivant : si le produit biocide A autorisé dans EM1, et si le produit biocide B autorisé dans EM2, et que le produit biocide B est identique au produit biocide A, alors le produit biocide A peut être autorisé dans EM2.

##### Équivalence technique
L’équivalence technique est définie par l’article 54 du Règlement sur les produits biocides 528/12 UE (RPB).
Elle correspond au processus d’évaluation de la similitude de la composition chimique et du profil de risque (pour la santé humaine et l’environnement), entre une substance active biocide provenant soit d’une source différente de la source de référence, soit de la source de référence mais à la suite d’un changement de processus de fabrication et/ou de lieu de fabrication, et la substance de la source de référence.
L’équivalence technique consiste donc à comparer une SA qualifiée d'« alternative » (dans une matière première donnée avec des spécifications propres) par rapport à une ou plusieurs sources de référence évaluées dans le cadre du programme d'examen européen des SA. La demande d’équivalence technique doit être soumise après que la décision d’approbation ait été prise, aussi seule la comparaison aux SA approuvées et inclus à l’annexe I de la Directive sur les produits biocides 98/8/CE (DPB) ou sur la liste des substances actives approuvées par le Règlement des produits biocides (RPB) est possible.

## Points spécifiques

### Étiquetage et publicité

#### Étiquetage
De nouvelles règles sont en vigueur en matière d’étiquetage et de publicité. L’étiquetage doit par ailleurs être conforme au Règlement CLP.
Les informations obligatoires sur l’étiquette et/ou la notice sont les suivantes : 
- Identité de la SA et sa concentration
- Nanomatériaux présents, suivis de la mention « [nano] »
- Numéro d’autorisation de produit biocide
- Nom et adresse du titulaire de l’autorisation
- Type de formulation
- Utilisations autorisées
- Instruction d’emploi, fréquence d’application et dose à appliquer
- Effets secondaires indésirables et instructions de premiers soins
- La phrase : « Lire les instructions ci-jointes avant emploi » sur l’étiquette et les instructions (emploi, dose, premiers secours, élimination) sur la notice
- Instructions pour l’élimination en toute sécurité du PB et de son emballage
- Numéro de lot et date de péremption
- Temps nécessaire pour l’effet biocide, mesure de précautions etc.
- Catégories d’utilisateurs
- Informations sur risques pour environnement / organismes non cibles / eau
- Microorganismes : respecter étiquetage de directive 2000/54/CE (protection des travailleurs

Ces mentions doivent être en caractères indélébiles, lisibles et visibles.

#### Publicité
Plusieurs mentions sont interdites sur l’étiquetage ainsi que sur la publicité. Ces mentions sont les suivantes :
- produit biocide à faible risque
- non toxique
- ne nuit pas à la santé
- naturel
- respectueux de l’environnement
- respectueux des animaux
- ou toute indication similaire.

En revanche, la publicité doit obligatoirement porter la mention « Utilisez les produits biocides* avec précaution. Avant toute utilisation, lisez l’étiquette et les informations concernant le produit. » (le mot « biocide » peut être remplacé par une référence claire au produit visé).

### Articles traités
D’après la définition donnée à l’article 3)1(l), un article traité est une substance, un mélange ou un article (au sens du Règlement REACH), traité avec ou incorporant intentionnellement des biocides.
Il faut néanmoins séparer les notions d’articles traités et de produits biocides : un article (au sens d’objet) est considéré comme un produit biocide si sa fonction principale est son action biocide (comme des lingettes désinfectantes par exemple).
Un article traité peut être mis sur le marché uniquement si toutes les SA contenues dans le produit biocide sont approuvées pour le TP et l'utilisation concernée.

### Substances générées in-situ
La « Génération In Situ » concerne les cas où la substance active n'est pas présente dans le produit mis sur le marché, mais générée lors de l'emploi d'un ou plusieurs produits (« précurseurs »). A noter que le nouveau programme d’examen a été redéfini pour inclure ces précurseurs.

### Introduction aux outils IT
La mise en pratique du Règlement Biocide fait appel à divers outils informatiques pour décrire le produit (RCP avec SPC Editor), compiler les données des dossiers règlementaires (IUCLID) et les partager ou communiquer avec les autorités (portail R4BP).

#### IUCLID 6.0
IUCLID est un logiciel permettant de générer des dossiers compilant les informations sur les substances chimiques dans un contexte réglementaire, dans le cadre de la réglementation REACH mais aussi de la RPB.
L’outil IUCLID a été développé en 2007 par l’AEPC avec la collaboration de l'Organisation européenne de coopération économique (OCDE). Il est disponible sur le site web dédié. La version 6.0 est disponible depuis juin 2016.

#### R4BP 3.2
Une fois la demande soumise par IUCLID celle-ci est envoyé pour approbation par le R4PB. Cet outil est un portail informatique vers l'AEPC et les États membres évaluateurs. Il permet de gérer les envois des demandes, les demandes et communications avec les Autorités Compétentes et l’administration des autorisations.

#### SPC editor
Depuis le 3 décembre 2014, un nouveau format pour le RCP est obligatoire pour toutes les entreprises voulant demander des autorisations produits biocides (à l’exception des renouvellements d’autorisation). La nouvelle structure du RCP a pour but de faciliter la dissémination de données et, à long terme, l'évaluation comparative de produits différents.
Ce RCP est préparé en ligne à l’aide de l’outil mis à disposition par l’AEPC appelé SPC Editor, en vue d’être soumis sur le portail de l’AEPC dédié aux biocides R4BP 3. Les autorités utiliseront elles aussi l'outil pour modifier et finaliser le RCP en vue d’accorder une autorisation.
SPC Editor est disponible sur le site Web dédié. Un guide de l’AEPC a été également rédigé sur l’utilisation de cet outil : « Technical guide: using the SPC Editor », Référence: ECHA-14-B-20-EN.